# Ventura Pascual i Beltran
Ventura Pascual i Beltran (Xàtiva, 1873-1953) era un historiador, poeta i mestre valencià.
Com a historiador, va contribuir decisivament a la consciència dels xativins sobre la seua història escrivint més de 80 treballs, la majoria editats a Xàtiva. Escrigué també per a la premsa local i per al butlletí del "Círculo de obreros católicos".
Pel que fa a la literatura, va escriure poesia en català i també en castellà, i rebé nombrosos premis a Barcelona, Tortosa, als Jocs Florals de Lo Rat Penat, a Xàtiva, Benimaclet i Cartagena.
Com a mestre destacà per ser partidari de l'ensenyament en valencià juntament amb l'ensenyament amb el castellà. Segons Pascual, era impossible que els alumnes aprengueren bé el castellà sinó coneixien la seua llengua també. A aquesta postura l'anomenà valencianisme pedagògic i l'exposa en el seu assaig breu El Valenciano en las escuelas y la vida social, que va publicar el 1918 acompanyat del breu escrit en català Postals Valencianes.